# Гхатоткача (цар)
Гхатоткача (близько 280—319) — син та спадкоємець засновника династії Гуптів царя Шрі-Гупти, який уже в ІІІ столітті наважився назватися магараджею («великим царем»). Гхатоткача почав розширювати свої земельні володіння, підводячи під пишний титул реальну базу, але динамічне посилення Гуптів припало на правління онука засновника династії — Чандрагупти І, коронація котрого у 320 році стала початком «ери Гуптів», з якої у багатьох традиційних індійських системах літочислення вівся відлік.
Ім′я одержав на честь одного із персонажів Махабхарати, царя ракшасів, сина Бхіми та Хідімбі.